# Tortue de Floride
Trachemys scripta elegans
Sous-espèce
Synonymes
- Emys elegans Wied, 1839
- Pseudemys scripta elegans (Wied, 1839)
- Emys holbrooki Gray, 1844
- Emys sanguinolenta Gray, 1856
- Trachemys lineata Gray, 1873
- Trachemys elegans Agassiz, 1857
- Clemmys elegans Strauch, 1862
- Trachemys holbrooki Gray, 1863 (ex errore)
- Trachemys holbrookii Gray, 1869
- Pseudemys elegans Cope, 1875
- Chrysemys elegans Boulenger, 1889
- Chrysemys scripta var. elegans Boulenger, 1889
- Chrysemys palustris elegans Lindholm, 1929
- Pseudemys troostii elegans Stejneger & Barbour, 1939
- Pseudemys scripta elegans Cagle, 1944
- Trachemys scripta elegans Iverson, 1985
- Trachemys scripta elagans Fong, Parham & Fu, 2002 (ex errore)
- Trachemys scripta elgans Fong, Parham & Fu, 2002 (ex errore)

Trachemys scripta elegans, la Tortue de Floride ou Trachémyde à tempes rouges ou encore Tortue à tempes rouges et Tortue à oreilles rouges est une sous-espèce de tortues de la famille des Emydidae présente à l'état naturel en Amérique du Nord, d'où elle est originaire, et en Europe, où elle est désormais naturalisée.
Elle est facilement identifiable par les taches uniques de couleur rougeâtre qu'elle a sur ses tempes. On peut noter, également, son plastron de couleur jaune et sa carapace dorsale de couleur vert marron à brun. Jeunes, elles sont vert-jaunâtre.

## Répartition
Cette sous-espèce se rencontre originellement dans l'est des États-Unis entre les Appalaches et les Rocheuses et dans le nord-est du Mexique. Elle a été introduite dans de nombreux pays.
Il s'agit d'une tortue aquatique vivant normalement dans les lacs, étangs et marécages et aussi dans les mares froides.

## Description
La Tortue de Floride a une longévité évaluée à environ 30 ans.
Lorsque la Trachemys scripta elegans est juvénile, sa nourriture se compose de 90 % de poisson et 10 % de végétaux.
Cette tortue n'est plus en vente libre en France car elle est considérée comme envahissante. Il faut donc être titulaire du certificat de capacité et d'une autorisation d'ouverture d'établissement pour la posséder.

### Dimorphisme sexuel

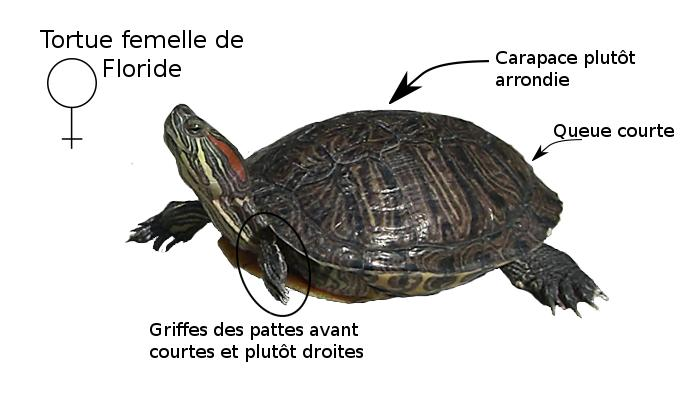
Reconnaître une tortue de Floride femelle en 3 points.

On peut différencier le mâle de la femelle par quelques caractéristiques :
1. La taille et la forme des griffes : en effet, les griffes du mâle sont courbées et longues tandis que les griffes de la femelle sont droites et plus courtes.
2. La forme du plastron : la forme du plastron du mâle est plutôt concave et convexe chez la femelle.
3. La taille de la queue : Le mâle a une queue plus grande que la femelle. L'ouverture cloacale de la queue est plus éloignée de sa base chez les mâles.
4. Généralement, les femelles sont plus grandes que les mâles.

- Noter que, comme pour les autres espèces de tortue, il est très difficile de déterminer le sexe des jeunes.

### Reproduction
L'accouplement se passe peu de temps après que la tortue a fini d'hiberner. Il se traduit par une attitude assez agressive du mâle avant de vraiment passer à l'action. Lors de la parade, le mâle se met devant la femelle, tend ses bras parallèlement à sa tête, et, paumes à l'extérieur, fait vibrer ses longues griffes qui effleurent la tête de la désirée. Il peut mordre la femelle.
Cette attitude est parfois observée, sans accouplement : il s'agit dans ce cas d'une pose d'intimidation (défense du territoire principalement). Il faut alors observer attentivement les animaux et les séparer pour de bon dans deux bacs différents si les bagarres sont trop graves.
Si l'accouplement a bien été effectué, la femelle peut pondre plusieurs fois par an (2 en moyenne). Chacune des pontes comprend entre 5 et 20 œufs. La durée d'incubation varie entre 60 et 80 jours. Il est important de maintenir un bon taux d'hygrométrie ainsi qu'une température constante pendant toute la durée de l'incubation.

## Une espèce envahissante
Le commerce de bon nombre d'espèces de tortues exotiques est interdit en Europe depuis la fin des années 1990 mais une vente « au noir » continue.
En Suisse, une ordonnance de l'office fédéral de l'environnement OFEV considérant la tortue de Floride comme un « Organisme exotique envahissant interdit » est entrée en vigueur le 1er octobre 2008.

### Mode et délaissement

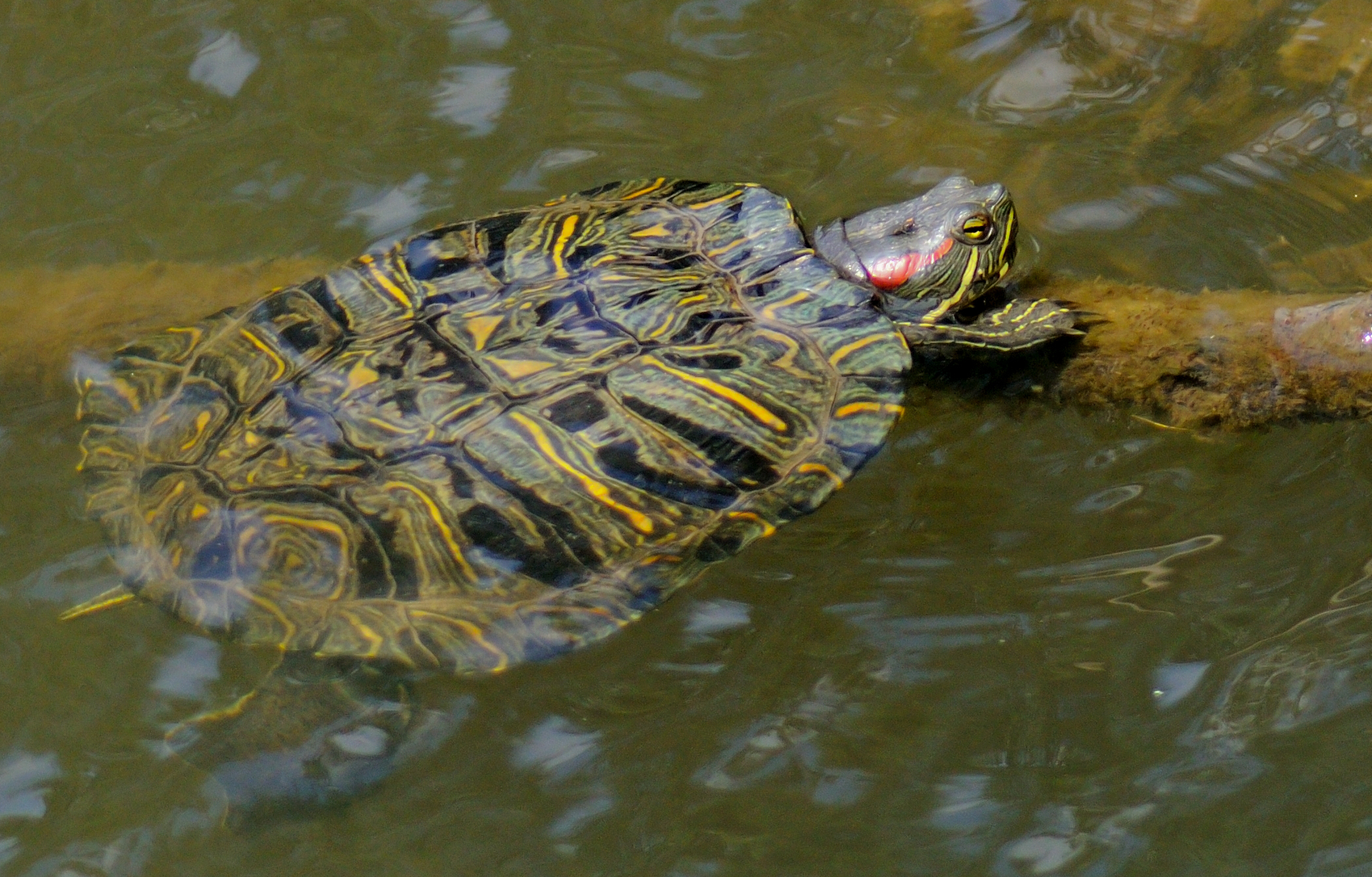
Espèce invasive, la tortue de Floride se retrouve partout en Europe. Ici dans le Val-d'Oise (Château de la Chasse).

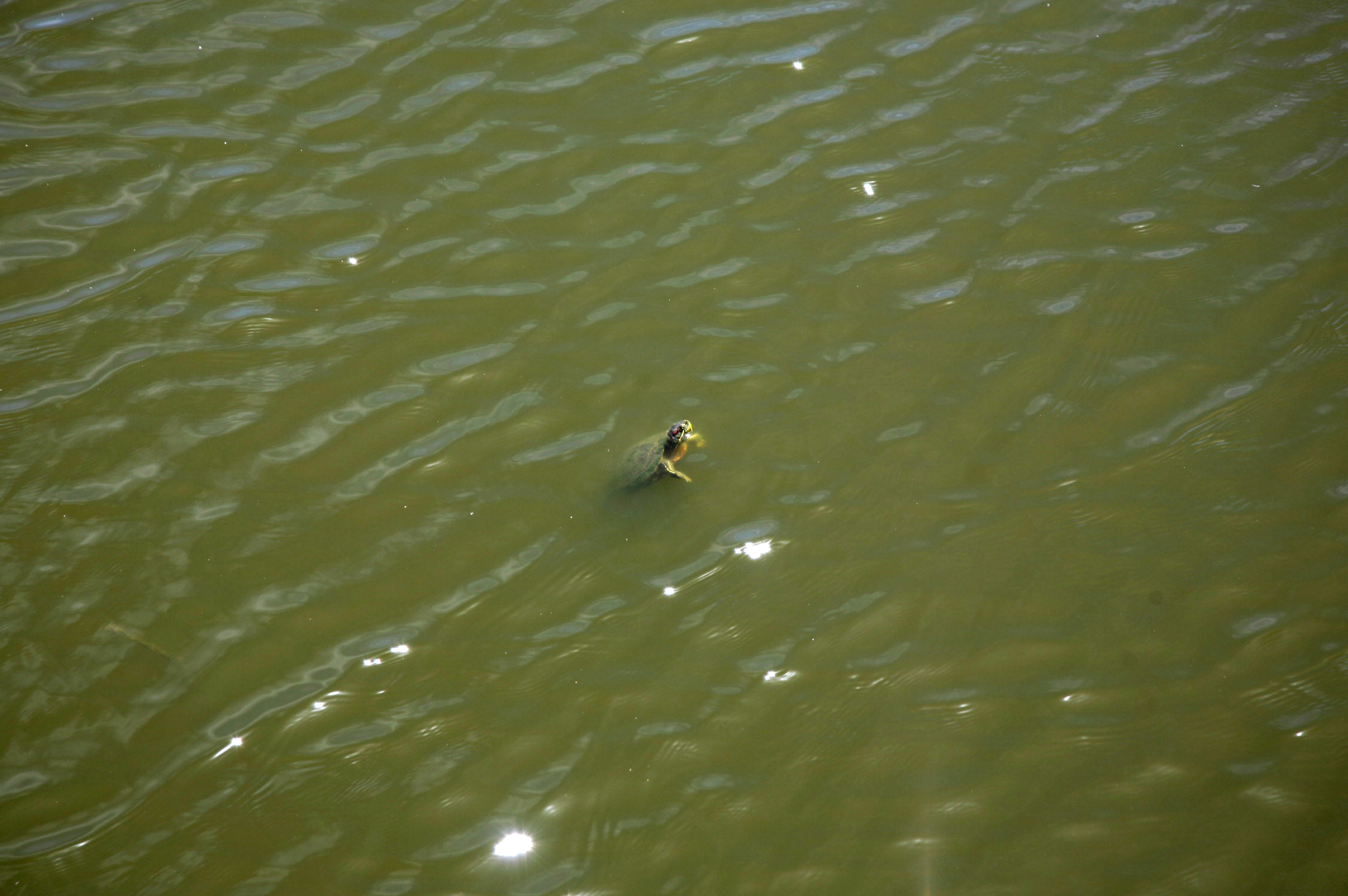
Tortue de Floride dans un canal à Sint-Maarten.

Vers les années 1970, des tortues de Floride ont été importées massivement d'Amérique par des animaleries d'Europe.
Une mode a été entretenue durant deux décennies au moins, par des vendeurs qui « omettaient » souvent d'expliquer aux acheteurs que ces tortues naines, (pas plus grosses qu'une pièce d'un dollar à la naissance) grandiraient pour atteindre 20 à 28 cm (taille de la carapace) et 2 ou 3 kg à l'âge adulte.

Des importations massives ont eu lieu aussi dans plusieurs régions d'Asie, comme à Hong Kong. De 1989 à 1994, plus de 4 millions de tortues auraient été importées et vendues rien qu'en France.

### Problèmes engendrés

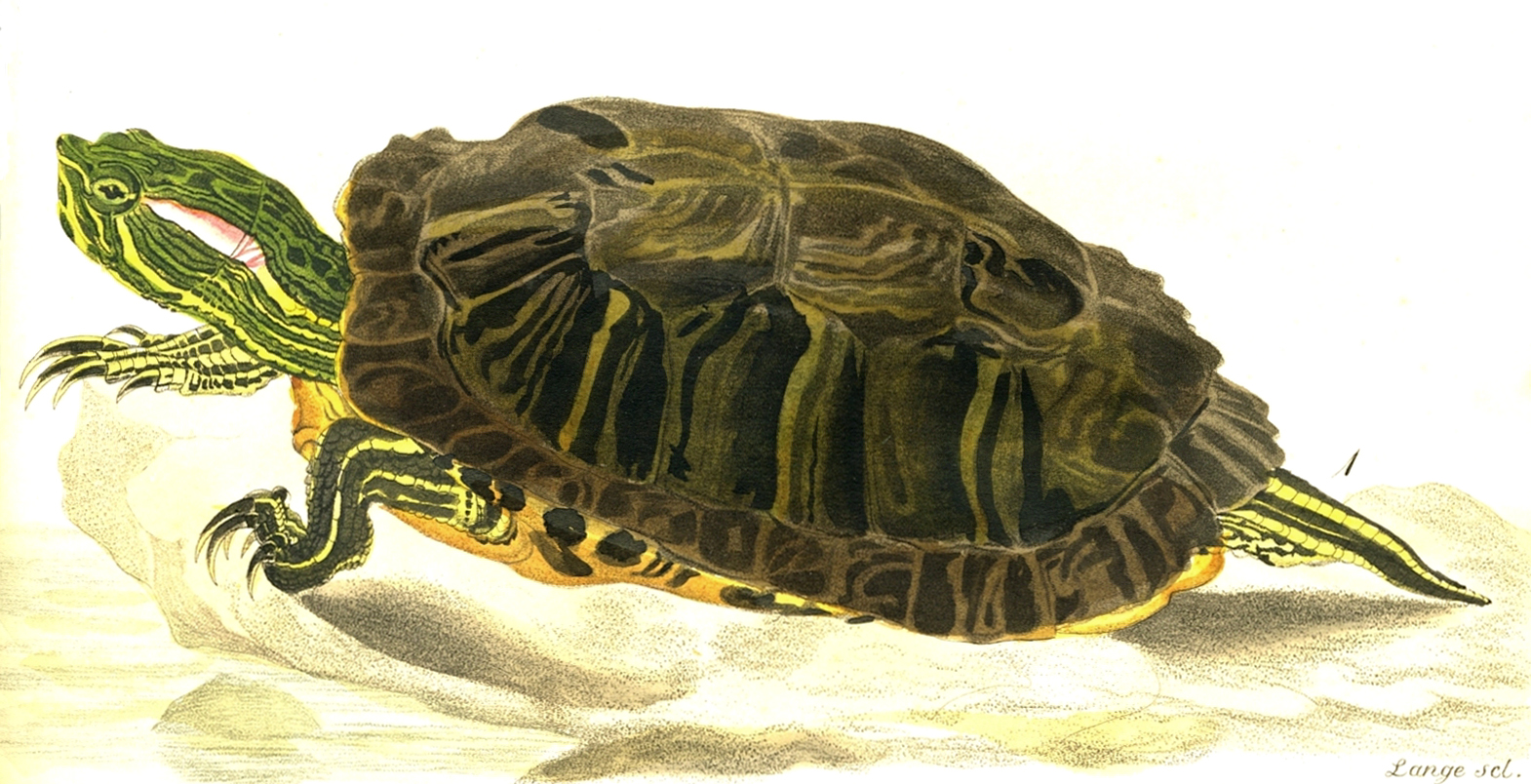
Tortue de Floride.

- De nombreux parents, souvent pour leurs enfants, ont acheté des tortues comme animaux de compagnie, généralement sans se rendre compte de la responsabilité, des soins à donner ou de la croissance du reptile.
- Ces tortues comme d'autres reptiles (iguanes par exemple[6]) sont depuis longtemps reconnues comme sources d'infections humaines à Salmonella[7],[8], ce qui a été une des motivations pour l'interdiction de vente de ces tortues aux États-Unis à partir de 1975[9],[10]. Une étude faite en 2008 par les CDC avec divers organismes locaux de santé a conclu que sur 135 salmonelloses identifiées dans 25 états, 45 % concernaient des enfants de 5 ans ou moins. Parmi les 70 patients ayant eu une infection primaire, 37 % ont rapporté un contact avec une tortue dont 81 % étaient de petites tortues couramment achetées auprès de vendeurs ambulants. Une approche avec cas-témoins appariés a montré une association statistiquement significative entre la maladie et l'exposition aux tortues[11].
- Beaucoup de propriétaires ne savaient pas comment s'en occuper. En donnant par exemple trop de nourriture carnée aux tortues, ces dernières garderont des bosses monstrueuses sur leur carapace.
- Ces personnes étaient souvent mal conseillées par des commerçants vendant des animaux sans les accessoires obligatoires à leur bien-être (filtre, pompe, lumière, espace, changement régulier d'une partie de l'eau). Nombre d'entre elles ont cru bien faire en relâchant dans la nature leurs tortues devenues trop grandes pour les aquariums ou aqua-terrariums d'appartements.
- Les populations naturelles ne suffisant plus à ce marché juteux, des élevages intensifs sont apparus, produisant des jeunes anormaux, affaiblis voire albinos ou à deux têtes .
- Surtout, le commerce de ces tortues, tout en réduisant la population sauvage du bassin du Mississippi, a introduit une nouvelle espèce invasive en Europe. Une partie significative des tortues de Floride relâchées dans les étangs et autres cours d'eau ont réussi à s'acclimater, malgré le fait qu'elles ne se reproduisent pas au nord d'une ligne Lyon-La Rochelle[5] (Elle se reproduit avec succès dans les zones humides du pourtour méditerranéen[5]). Cette ligne risque de remonter vers le nord si le réchauffement climatique se confirme. Mais s'il y a un hiver très rude, les tortues ne survivent pas. D'ailleurs, on a remarqué qu'elles hibernaient mieux à l'extérieur (dans de la terre par exemple) que dans l'eau (qui devient vraiment trop froide l'hiver).
Dans certaines régions, elles ne semblent pas avoir causé de problèmes, ailleurs, dont en Suisse par exemple, elles sont jugées être une menace écologique. En effet, les Trachemys scripta elegans adultes sont réputées assez voraces pour vider une mare de la plupart de ses amphibiens et végétaux supérieurs. En France, une étude a porté sur les impacts de jeunes adultes de cette espèce[12], qui a confirmé que l'adulte était bien omnivore et qu'il pouvait provoquer la régression de certaines espèces (gastéropodes par exemple) au profit d'autres (certaines plantes aquatiques et arthropodes).
- Beaucoup plus agressive, elle menace la cistude d'Europe (tortue aquatique indigène, menacée en Suisse et en France mais encore très présente dans des régions spécifiques, comme la Brenne), notamment en monopolisant les postes d'héliothermie (postes intéressants pour se chauffer au soleil et bénéficier des ultraviolets solaires).

### Accueil des tortues
Quelques centres d'accueil spécialisés ont été inaugurés pour accueillir ces tortues délaissées, qu'elles soient retrouvées dans la nature ou données par des particuliers ne pouvant ou ne voulant plus accueillir leur animal.
En France un programme de récupération a été mis en place. Les sites d'accueil ont signé une charte les engageant à prendre soin des individus en bonne santé qui leur sont remis et qui servent à des actions de sensibilisation auprès du grand public.
En Suisse romande, notamment, on peut trouver l’Association de protection et récupération des tortues (PRT) à Chavornay, entièrement bénévole. Le centre accueille également toute autre espèce exotique. Depuis peu, le centre de Chavornay participe même à des programmes de sauvegarde de tortues menacées (dont la cistude par exemple).

## Captivité

### En bassin extérieur
Sous les latitudes françaises, elle peut vivre toute l'année dans un bassin extérieur clôturé en veillant bien à ce qu'elle ne puisse absolument pas en sortir. Elle est très habile pour creuser et ainsi s'évader en passant sous la clôture mais elle se montre aussi très adroite pour escalader toutes sortes de barrières. La clôture doit donc être profondément enfouie et monter suffisamment haut pour éviter tout risque d'évasion sauvage. On évitera les clôtures de type grillagé car il leur est facile d'escalader ce genre de structures.
On évitera dans ce bassin toutes végétations car la tortue devient omnivore une fois adulte et aura très vite fait de manger tous les végétaux du bassin. Préférez donc les fausses plantes qui tiendront bien plus longtemps, en veillant à ce que celles-ci soient adaptées à un usage aquariophile.
Le bassin doit être muni d'une zone relativement profonde pour que la tortue puisse hiberner tout l'hiver, enfouie dans la vase de sa partie profonde. Il doit aussi être muni d'une partie moins profonde donnant accès à la plage sur laquelle elle n'hésitera pas à venir prendre des bains de soleil pendant de longues heures. La plage doit être relativement vaste (la dimension est estimée à 1/3 pour la partie terrestre et 2/3 pour la partie aquatique).

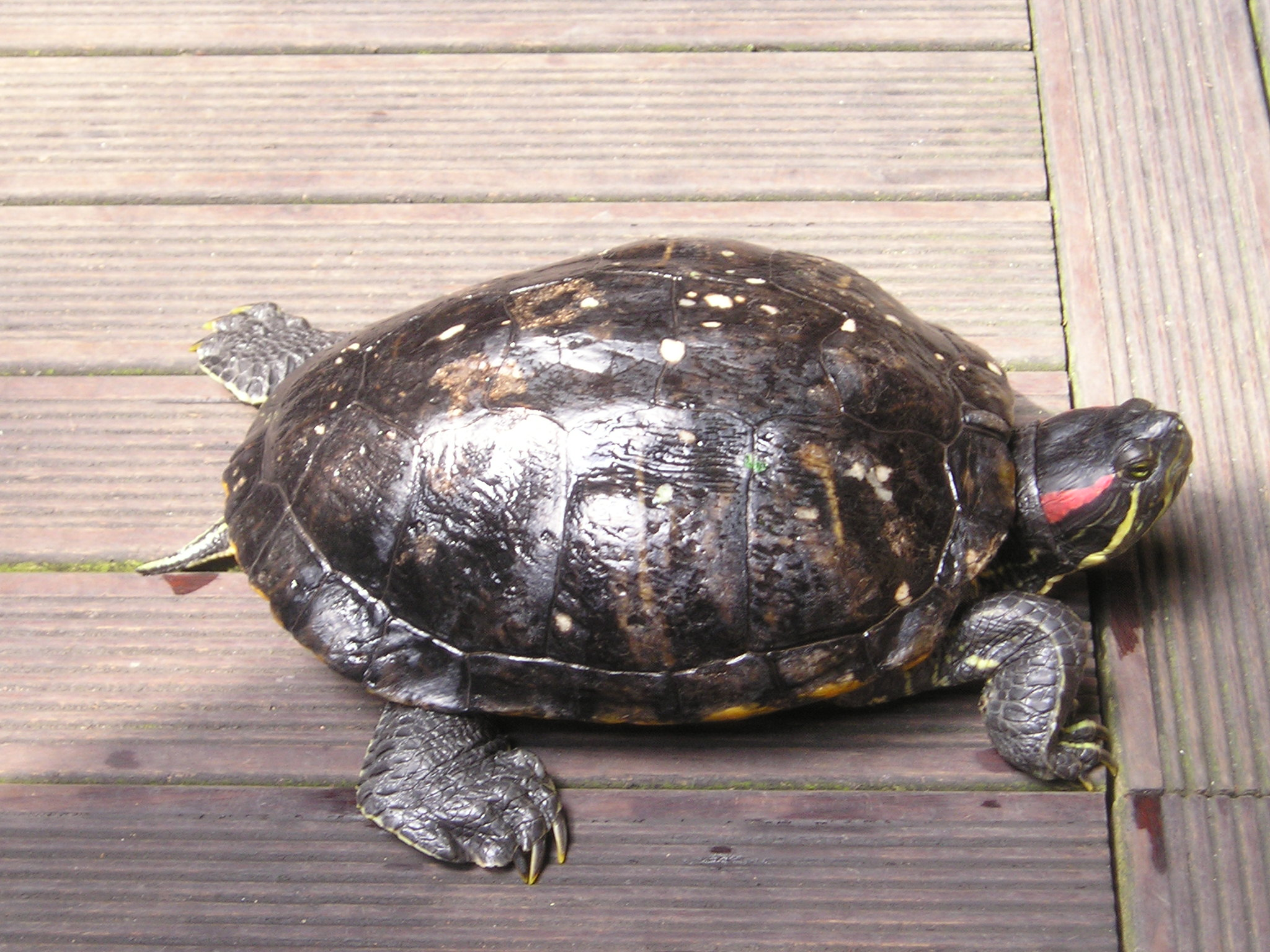
Une tortue de Floride.

### En aquarium
Le maintien en aquarium n'est pas recommandé pour les tortues et on préférera toujours le bassin, même d'intérieur.
Comme le bassin extérieur, l'aquarium doit disposer d'une partie terrestre (appelée plage) en plus de sa partie aquatique (1/3 partie terrestre pour 2/3 partie aquatique). Ce type d'aquarium aménagé pour tortue est souvent appelé « aqua-terrarium » par les chélonéphiles.
L'aqua-terrarium ou le bassin d'intérieur doit être muni d'un néon diffusant 5 % d'UVB sur toute la longueur de la partie aquatique mais aussi de la partie terrestre. Les UVB sont indispensables pour le bien-être de la majorité des tortues et c'est le cas pour la Trachemys scripta elegans. En effet ils sont nécessaires à la synthèse de la vitamine D3 qui permet de fixer le calcium sur les os. Sans UVB, l'ossature va se déformer (carapace comprise évidemment) de plus en plus (et ce ne sont que les dégâts visibles de l'absence d'UVB) et la tortue finira par mourir.
L'aqua-terrarium ou le bassin d'intérieur doit aussi être muni d'un éclairage puissant recouvrant toute sa surface.
La plage doit être chauffée grâce à la lampe chauffante à une température d'environ 30 à 32 °C le jour et 5 à 10 °C de moins la nuit pendant le printemps, l'été et l'automne et sera éteint l'hiver pour que la tortue hiberne.
Quant à l'eau, elle doit être chauffée grâce à un chauffe-eau (type résistance ou autre) qui sera branché sur un thermostat pour que la température reste entre 25 et 28 °C le jour et 5 °C de moins la nuit pendant le printemps, l'été et l'automne. On éteindra complètement le chauffage de l'eau en hiver pour que la tortue hiberne.
La tortue à tempes rouges est une excellente nageuse. On recommande une profondeur d'eau d'au moins 30 cm, moins lorsqu'elle est jeune.